# Michael Parkhurst
Pour les articles homonymes, voir Parkhurst.
Michael Parkhurst est un joueur international américain de soccer, né le 24 janvier 1984 à Providence dans le Rhode Island évoluant au poste de défenseur central.

## Biographie
Parkhurst fréquente l'IMG Soccer Academy et joue en NCAA avec l'équipe de son université, l'université de Wake Forest. Il signe un contrat Génération Adidas et est sélectionné en 5e position de la MLS SuperDraft 2005 par l'équipe de sa ville d'origine : le Revolution de la Nouvelle-Angleterre.
Après une illustre carrière en Major League Soccer et en Europe, Michael Parkhurst annonce le 23 septembre 2019 la fin de sa carrière sportive à l'issue de la saison 2019. Cette décision est effective le 30 octobre suivant lorsque Atlanta s'incline en finale de conférence contre le Toronto FC.

## Sélection nationale
Michael Parkhurst ne compte encore aucune sélection lorsqu'il est sélectionné pour la Gold Cup 2007, qu'il remporte avec les États-Unis.
C'est pendant la compétition qu'il obtient sa première cape internationale lors de la victoire en poule (2-0) contre Trinité-et-Tobago le 9 juin 2007. 
En 2008, il est sélectionné pour les Jeux olympiques de Pékin. Il participe aux trois matchs de poule contre le Japon (1-0), les Pays-Bas (2-2) et le Nigeria (1-2).
S'il participe à un match des qualifications pour la Coupe du monde 2010 contre le Guatemala, il n'est en revanche pas retenu dans la liste des 23 sélectionnés pour la phase finale.

## Palmarès

### En club
- Avec le  Revolution de la Nouvelle-Angleterre :
  - Vainqueur de la SuperLiga en 2008
  - Vainqueur de la Coupe des États-Unis en 2007
  - Vainqueur de la Conférence Est en 2005, 2006 et 2007
  - Finaliste de la Coupe de la MLS en 2005, 2006 et 2007

- Avec  FC Nordsjælland :
  - Champion du Danemark en 2011-2012
  - Vainqueur de la Coupe du Danemark en 2010, 2011

- Avec le  Crew SC de Columbus :
  - Vainqueur de la Conférence Est en 2015

- Avec  Atlanta United :
  - Vainqueur de la Coupe de la MLS en 2018
  - Vainqueur de la Coupe des États-Unis en 2019

### En sélection
- Avec les  États-Unis :
  - Vainqueur de la Gold Cup en 2007 et 2013

### Individuel
- Recrue de l'année en MLS : 2005
- Défenseur de l'année de MLS : 2007
- Trophée du fair-play de la MLS : 2007, 2008 et 2014